# Galvin
Galvin az Amerikai Egyesült Államok északnyugati részén, Washington állam Lewis megyéjében elhelyezkedő önkormányzat nélküli település.

## Története
A korábban a Lincoln nevet viselő települést 1910-ben alapították; nevét alapítójáról, John Galvinról kapta.
A Chehalis folyó felett átívelő Galvin hidat 1913-ban építették. Az eredeti 280 láb (85 méter) hosszú hidat 1968-tól kezdődően lebontották és újjáépítették.
A város nevezetes a Busek Autómúzeumról, amely különféle veterán járművek gyűjteménye.

## Fordítás
- Ez a szócikk részben vagy egészben  a   Galvin, Washington című angol Wikipédia-szócikk ezen változatának fordításán alapul.  Az eredeti cikk szerkesztőit annak laptörténete sorolja fel. Ez a jelzés csupán a megfogalmazás eredetét és a szerzői jogokat jelzi, nem szolgál a cikkben szereplő információk forrásmegjelöléseként.